# Rue Pierre Mattheussens
La rue Pierre Mattheussens est une rue bruxelloise de la commune d'Evere qui va de la rue du Tilleul à la rue Pierre Van Obberghen en passant par la rue Willebrord Van Perck. 
Pierre Mattheussens fut secrétaire communal de 1872 à 1890.